# Franc Černe - Klemen
Franc Černe - Klemen, slovenski politični delavec in partizan prvoborec, * 20. avgust 1898, Dobrunje, † 9. april 1955, Zgornji Kašelj.

## Življenjepis
Černe je bil med 1. svetovno vojno vojak avstro-ogrske vojske. Udeležen je bil pri uporu slovenskih vojakov dopolnilnega bataljona 17. pehotnega polka od 12. maja do 15. maja 1918 v Judenburgu. Po koncu vojne se je pridružil Rudolfu Maistru v borbi za severno mejo.
Černe se je po končani vojaški karieri od leta 1920 do 1941 najprej zaposlil v papirnici Vevče in nato v ljubljanski tobačni tovarni. Kot delavec se je že kmalu priključil delavskemu gibanju, bil dejaven v društvih Svoboda in Vzajemnost ter naprednih sindikatih. Leta 1927 je postal član KPJ. Od 1941 je sodeloval v NOB, vzdrževal zvezo med Ljubljano, vodstvom NOB in partizani na Štajerskem. Od 1944 do 1946 je politično deloval na Štajerskem. Za udeležbo v NOB je prejel Partizansko spomenico 1941.
Po njem so poimenovali Klemenovo ulico v Zgornjem Kašlju.